# 佐野修一
佐野 修一（さの しゅういち、1948年3月31日 - ）は埼玉県出身のプロゴルファー。株式会社レイケン所属。

## 来歴
児玉白楊高校卒業後は陸上自衛隊対戦車部隊で勤務し、様々な仕事を経て、25歳の時にフロント係としてゴルフ場に就職したことがきっかけでプロゴルファーを目指す。
31歳になった1979年に5度目の挑戦でプロテストに合格し、1983年の静岡オープンでは渡辺司・杉原輝雄と共に中嶋常幸・栗原孝・草壁政治・矢部昭・金井清一に次ぐと同時に中村通を抑えての7位タイに入った。
1984年のKSB瀬戸内海オープンでは初日を藤木三郎と共に69の首位タイでスタートすると、最終日には67と更にスコアを伸ばし、榎本七郎・内田繁・高橋五月・藤木を抑えて優勝  。
同年の富山県オープンでは初日に松本紀彦に次ぐと同時に十亀賢二・野口茂・今井昌雪・秋富由利夫・井上幸一を抑え、天野勝・鷹巣南雄と並んでの2位タイでスタートし、最終日には今井に次ぐと同時に鈴木弘一・橘田規・内田・松本を抑えての2位に入った。
1985年の埼玉オープンでは小川清二・新井規矩雄と並んでの4位タイ、1987年のブリヂストン阿蘇オープンではデビッド・イシイ（ アメリカ合衆国）と並んで三上法夫に次ぐ2位タイ、1995年の水戸グリーンオープンでは田中秀道・江本光に次ぐ4位に入った。
1989年にはアコムダブルスで飯合肇とペアを組み、好天に恵まれた初日に1イーグル、7バーディーを奪って9アンダー63で首位に立った。2日目には67をマークし、友利勝良&藤井久隆ペア、バリー・レーン&ピーター・ベイカー（イングランド）ペアと並んでの3位タイに着けた。
1997年のグローイングツアー第13戦ダイワ山梨オープンで優勝し、賞金ランク2位になり、プロ18年目の史上最年長で念願のシード権を獲得。
1999年のブリヂストンオープンを最後にレギュラーツアー、アイフルチャレンジカップ・オータムを最後にグローイングツアーから引退。
2000年にシニア入りし、以来、安定したゴルフで常にランキング上位をキープ。2001年のシニアツアーでは賞金ランキング5位に入り、2002年の全米プロシニアに日本シニアツアー賞金ランキング上位4名という資格で出場。結果は予選落ちと実力は発揮できなかったが、本場のメジャーを十分堪能し、2003年は5試合出場で日本シニアオープン7位がベストであった。
2004年はPPTリボーネストシニアの2日目、クラブを振ることも困難なほどの背中痛に見舞われながらもノーボギーの68で回り、トップで予選を通過。最終日は他の選手がスコアを落とす中、2バーディ、3ボギー73と我慢のゴルフでしのぎ、食い下がる三好隆以下を抑えた。見事シニアツアー初優勝を飾った。賞金ランキングも6位に入り、2001年以来のベストテン入りとなった。
2005年は優勝こそ無かったが、オーベルストシニアで優勝争いを演じて4位タイに入るなどシニアツアー全試合にフル参戦し、コンスタントな成績で賞金ランク26位としシード権を守った。
2006年は日本プロシニア6位タイ、PPTリボーネストシニア15位タイなど安定したゴルフで賞金ランク19位に入り、4年連続でシード権を獲得。
2008年は8試合出場で日本プロシニア10位タイがベストもコンスタントな成績を残し、賞金ランク29位に入ってシード権復活を果たす。
10シーズン目の2009年はコマツオープン9位タイがベストも全ての試合でコンスタントに賞金を稼ぎ、賞金ランク24位でシード権を守った。
62歳で挑んだ2010年は、ファンケルクラシック4位タイ、榊原シニアオープン6位タイなどシニアツアー全試合に出場して賞金ランク30位に入る。日本グランドシニアでは初日67のスコアでトップに立つと2日目も安定したゴルフでスコアを伸ばし、2位に3打差を付けてグランドシニア初優勝を飾った。
2015年には群馬県オープン（シニア）で中島弘二・須藤聡明・野口裕樹夫・青柳公也・初見充宣を抑えて優勝し、2018年には同大会2勝目を挙げる。
2016年のISPS・HANDA CUP・フィランスロピーシニア・スーパーシニアの部では中村忠夫と異例の「ホールインワン合戦」を演じ、17番でホールインワンを達成し中村と通算3アンダーで並ぶが、年齢順の規定により2位に終わる 。
2022年の日本プロゴールドシニアでは通算1アンダーで並んだ友利勝良をプレーオフで下し、2つ目の日本タイトルを獲得。

## 主な優勝

### レギュラー
- 1984年 - KSB瀬戸内海オープン

### シニア
- 2004年 - PGAフィランスロピーリボーネストシニア
- 2010年 - 日本プログランドシニア
- 2014年 - 金秀シニア沖縄オープン、PGAティーチングプログランドシニア
- 2015年 - 群馬県オープン（シニア）
- 2018年 - 関東プロゴールドシニア、群馬県オープン（シニア）
- 2022年 - 金秀シニア沖縄オープン、日本プロゴールドシニア
- 2023年 - 金秀シニア沖縄オープン

### その他
- 1997年 - ダイワ山梨オープン